# Microsema punctinotata
Microsema punctinotata är en fjärilsart som beskrevs av Louis Beethoven Prout 1910. Microsema punctinotata ingår i släktet Microsema och familjen mätare. Inga underarter finns listade i Catalogue of Life.